# Records des Grammy Awards
Tout au long de l'histoire des Grammy Awards, de nombreux records notables ont été établis. Cette page ne comprend que les prix de compétition qui ont été gagnés par divers artistes. Elle n'inclut pas les divers prix spéciaux qui sont décernés par l'Académie nationale des arts et des sciences de l'enregistrement (National Academy of Recording Arts and Science), tels que les prix de couronnement d'une carrière (Lifetime Achievement), les prix de contribution significative (Trustees), les prix techniques ou les prix spéciaux de mérite (Legend). Cependant, la page comprend d'autres Grammys non liés directement aux représentations (catégories Artisanat et Production) qui ont éventuellement été présentés aux artistes.

## Prix

### Plus grand nombre de Grammys remportés

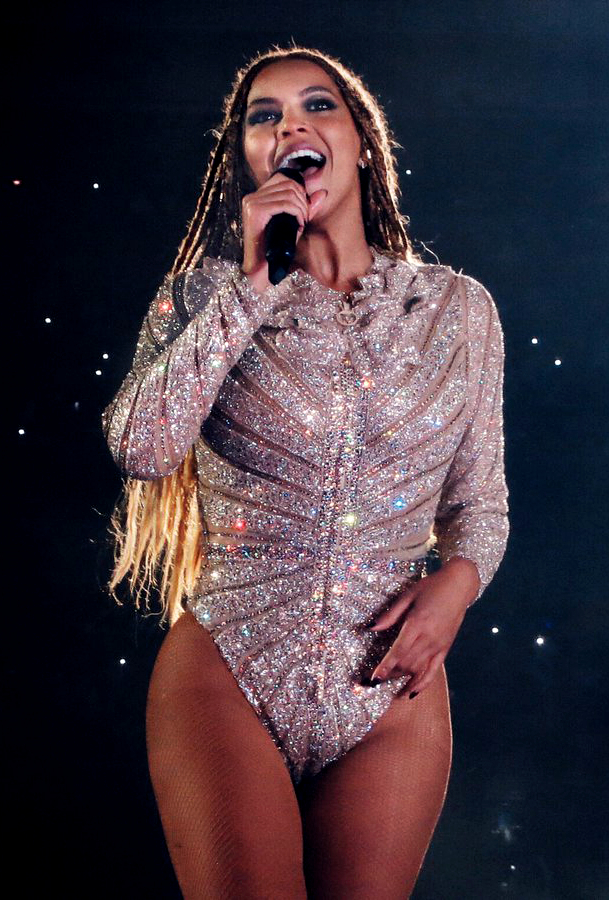
Beyoncé a remporté un total de 35 Grammy Awards

Le record du plus grand nombre de Grammy Awards remportés au cours d'une vie est détenu par Beyoncé, une auteure-compositrice-interprète américaine. Elle a remporté 35 prix de compétition Grammy sur 99 nominations. Elle a battu le record de Georg Solti la nuit du 5 février 2023, lors des Grammy Awards 2023.
| Rang | Artiste           | Nombre de prix |
| ---- | ----------------- | -------------- |
| 1    | Beyoncé           | 35             |
| 2    | Georg Solti       | 31             |
| 3    | Chick Corea       | 28             |
| 3    | Quincy Jones      | 28             |
| 5    | Alison Krauss     | 27             |
| 6    | John Williams     | 26             |
| 6    | Pierre Boulez     | 26             |
| 8    | David Frost (en)  | 25             |
| 8    | Jay Z             | 25             |
| 8    | Stevie Wonder     | 25             |
| 8    | Vladimir Horowitz | 25             |
| 12   | Kanye West        | 24             |
| 13   | Kendrick Lamar    | 22             |
| 13   | U2                | 22             |
| 13   | Vince Gill        | 22             |
| 16   | Șerban Ghenea     | 21             |
| 17   | Al Schmitt (en)   | 20             |
| 17   | Bruce Springsteen | 20             |
| 17   | Henry Mancini     | 20             |
| 17   | Kirk Franklin     | 20             |
| 17   | Pat Metheny       | 20             |

### Plus grand nombre de Grammys remportés par un artiste masculin
Georg Solti a remporté 31 Grammy Awards.
| Rang | Artiste           | Nombre de prix |
| ---- | ----------------- | -------------- |
| 1    | Georg Solti       | 31             |
| 2    | Quincy Jones      | 28             |
| 3    | Pierre Boulez     | 26             |
| 4    | Chick Corea       | 25             |
| 4    | Vladimir Horowitz | 25             |
| 4    | John Williams     | 25             |
| 7    | Jay Z             | 23             |
| 7    | Kanye West        | 23             |
| 9    | Vince Gill        | 22             |
| 9    | Stevie Wonder     | 22             |
| 9    | Kendrick Lamar    | 22             |
| 12   | Henry Mancini     | 20             |
| 12   | Pat Metheny       | 20             |
| 12   | Al Schmitt        | 20             |
| 12   | Bruce Springsteen | 20             |
| 16   | David Frost       | 19             |
| 16   | Paul McCartney    | 19             |
| 18   | Tony Bennett      | 18             |
| 18   | Yo-Yo Ma          | 18             |
| 18   | Jimmy Sturr       | 18             |

### Plus grand nombre de Grammys remportés par une artiste féminine

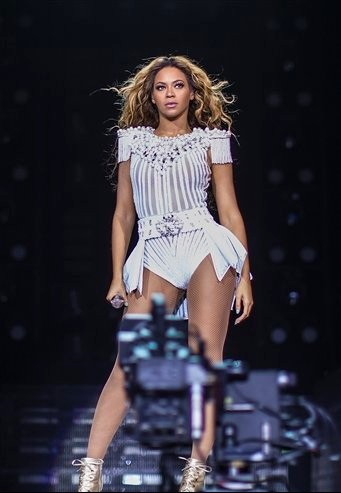
Beyoncé a remporté un total de 32 Grammy Awards.

Beyoncé a remporté 32 Grammy Awards dans les catégories d'artiste solo, de collaboratrice et d'autrice-compositrice.
| Rang | Artiste          | Nombre de prix |
| ---- | ---------------- | -------------- |
| 1    | Beyoncé          | 35             |
| 2    | Alison Krauss    | 27             |
| 3    | Aretha Franklin  | 18             |
| 4    | Adele            | 16             |
| 4    | Alicia Keys      | 16             |
| 6    | Lady Gaga        | 14             |
| 6    | Taylor Swift     | 14             |
| 8    | Ella Fitzgerald  | 13             |
| 8    | Emmylou Harris   | 13             |
| 8    | Prix de Leontyne | 13             |
| 11   | CeCe Winans      | 12             |
| 12   | Chaka Khan       | 10             |
| 12   | Bonnie Raitt     | 10             |
| 14   | Cheryl Bentyne   | 9              |
| 14   | Mary J. Blige    | 9              |
| 14   | Natalie Cole     | 9              |
| 14   | Sheryl Crow      | 9              |
| 14   | Margaret Hillis  | 9              |
| 14   | Norah Jones      | 9              |
| 14   | Rihanna          | 9              |
| 14   | Hillary Scott    | 9              |
| 14   | Janis Siegel     | 9              |
| 14   | Dolly Parton     | 9              |
| 14   | Shirley César    | 9              |
| 14   | Billie Eilish    | 9              |
| 14   | Linda Ronstadt   | 9              |

### Plus grand nombre de Grammys remportés par un groupe

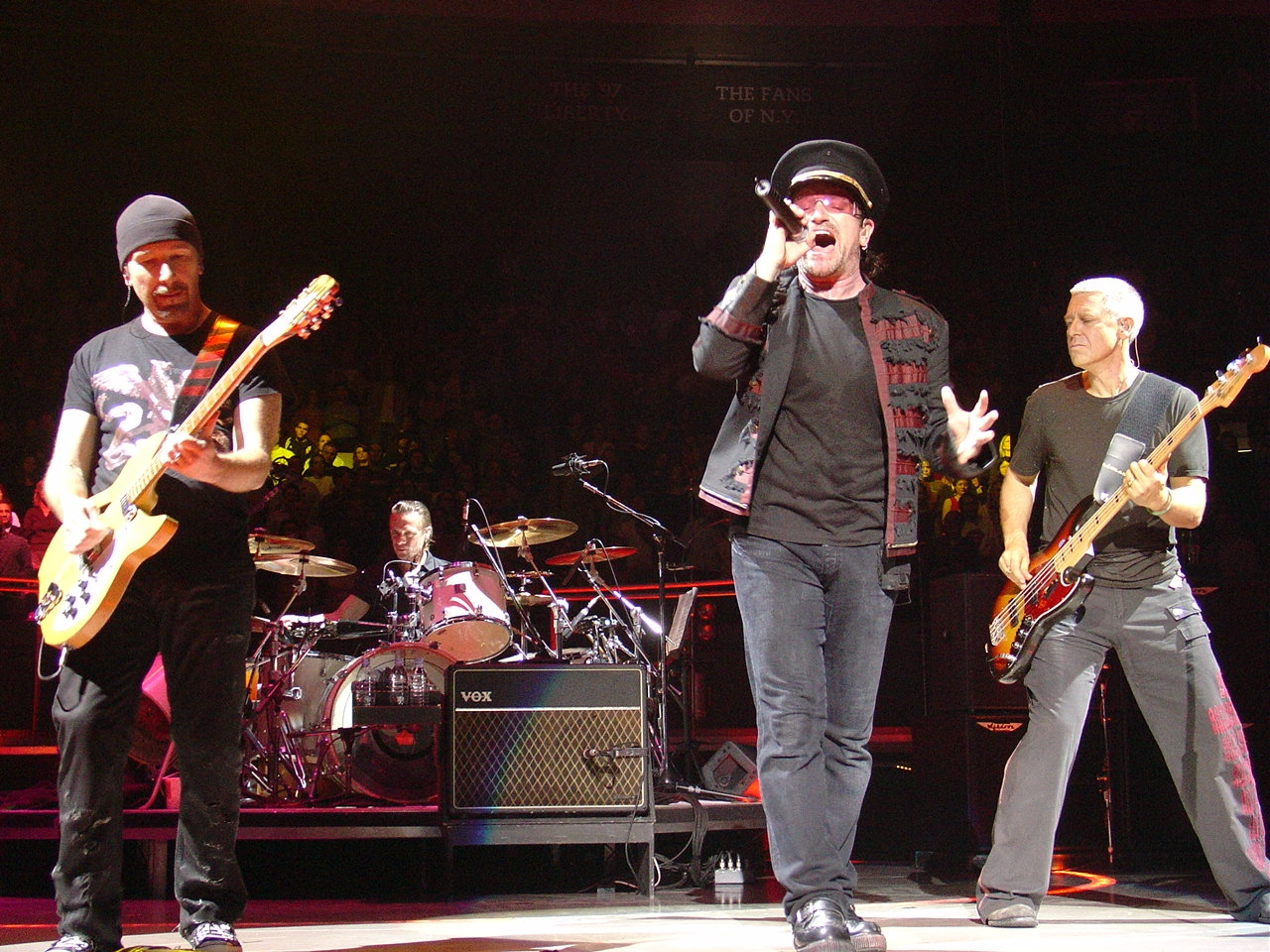
U2, 22 fois lauréat d'un Grammy, en 2005

U2, avec 22 prix, détient le record du plus grand nombre de Grammy Awards remportés par un groupe.
| Rang | Artistes                          | Nombre de prix |
| ---- | --------------------------------- | -------------- |
| 1    | U2                                | 22             |
| 2    | Foo Fighters                      | 15             |
| 3    | Union Station                     | 14             |
| 4    | The Chicks                        | 13             |
| 5    | Pat Metheny Group                 | 10             |
| 6    | Emerson String Quartet            | 9              |
| 6    | Metallica                         | 9              |
| 8    | Asleep At The Wheel               | 8              |
| 8    | The Beatles                       | 8              |
| 8    | The Blackwood Brothers            | 8              |
| 8    | The Manhattan Transfer            | 8              |
| 8    | Santana                           | 8              |
| 8    | Take 6                            | 8              |
| 14   | Coldplay                          | 7              |
| 14   | Lady A                            | 7              |
| 14   | Los Tigres del Norte              | 7              |
| 14   | Ricky Skaggs and Kentucky Thunder | 7              |
| 14   | Simon & Garfunkel                 | 7              |

### Plus grand nombre de Grammys remportés par un producteur

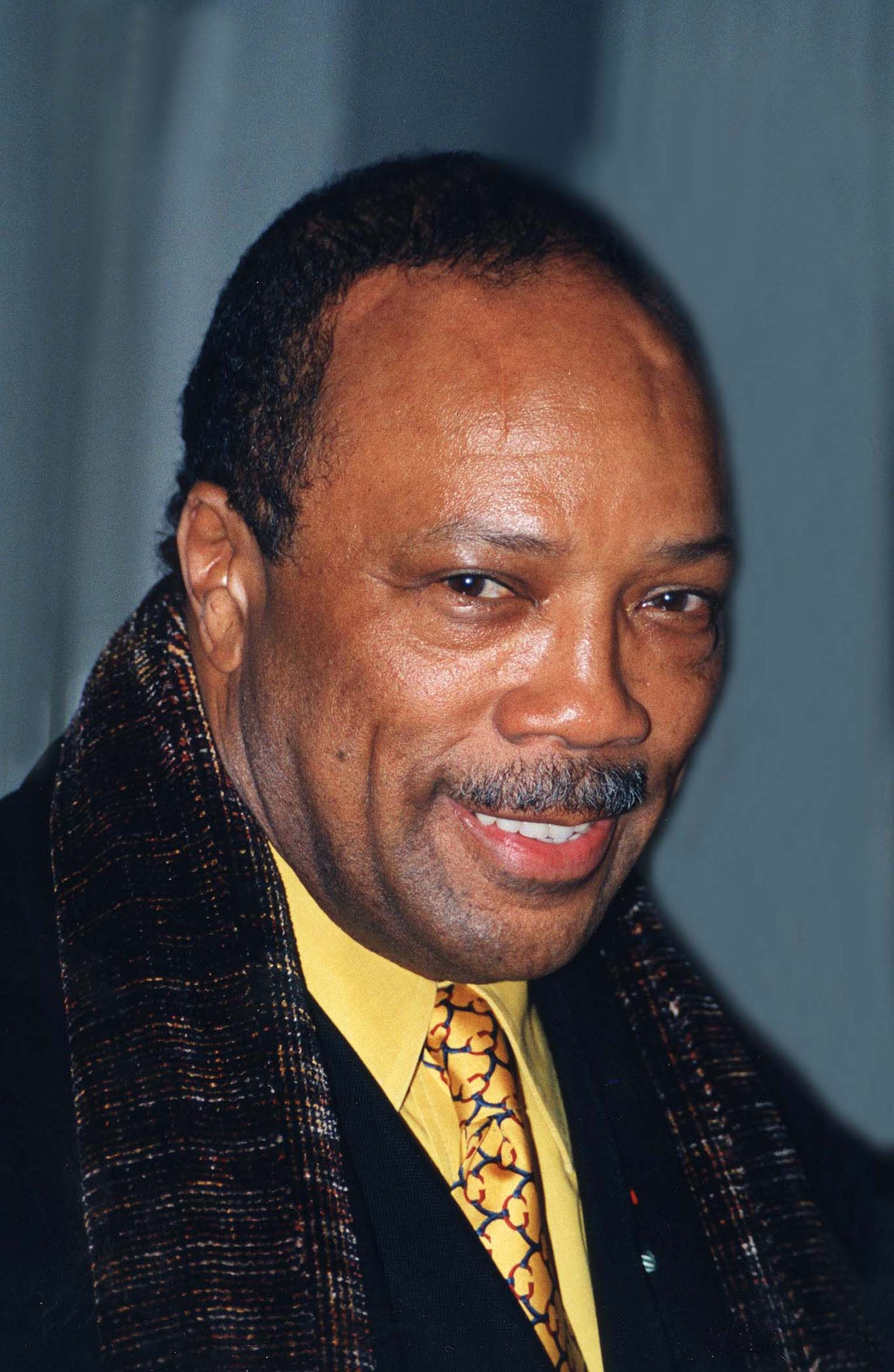
Quincy Jones, 28 fois lauréat d'un Grammy, en 1997

Quincy Jones, avec 28 prix, détient le record du plus grand nombre de Grammy Awards remportés par un producteur (onze d'entre eux ont été attribués pour des fonctions de production ; Jones a également reçu des Grammys en tant qu'arrangeur et artiste-interprète). Certains producteurs de cette liste ont également remporté des prix en tant qu'ingénieurs du son ou ingénieurs de mastering.
| Rang | Producteur        | Nombre de prix |
| ---- | ----------------- | -------------- |
| 1    | Quincy Jones      | 28             |
| 2    | David Frost       | 25             |
| 3    | Kanye West        | 24             |
| 4    | Steven Epstein    | 17             |
| 5    | David Foster      | 16             |
| 5    | James Mallinson   | 16             |
| 7    | Judith Sherman    | 15             |
| 8    | Phil Ramone       | 14             |
| 9    | T Bone Burnett    | 13             |
| 9    | Jay David Saks    | 13             |
| 9    | Pharrell Williams | 13             |
| 9    | Robert Woods      | 13             |

### Plus grand nombre de Grammys remportés par un ingénieur du son
Al Schmitt, avec 20 récompenses, a remporté plus de Grammy Awards que tout autre ingénieur du son. Serban Ghenea est deuxième avec 16 Grammy Awards.
| Rang | Ingénieur du son | Nombre de prix |
| ---- | ---------------- | -------------- |
| 1    | Al Schmitt       | 20             |
| 2    | Serban Ghenea    | 16             |
| 3    | Tom Elmhirst     | 15             |

### Lauréats les plus jeunes

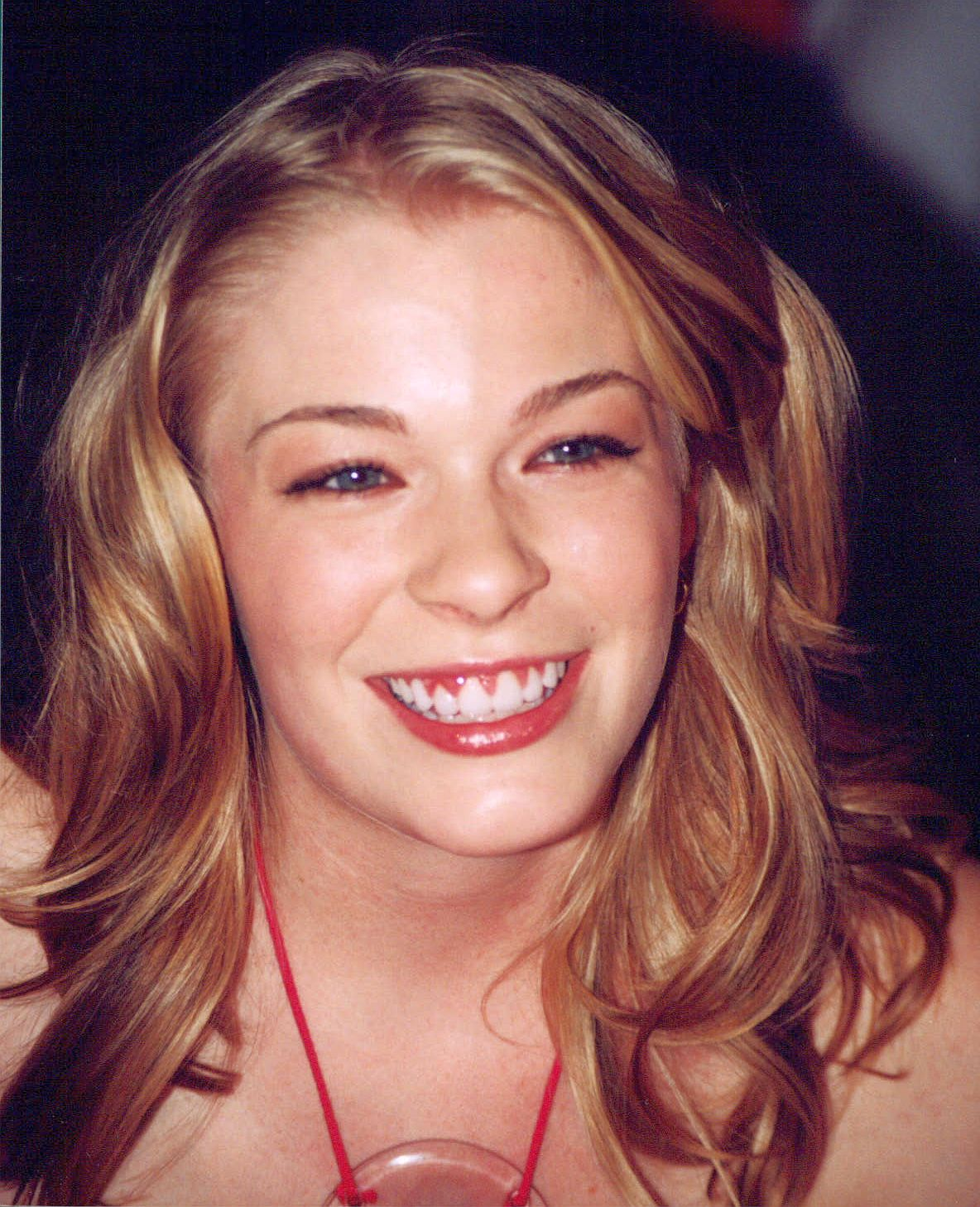
LeAnn Rimes est la plus jeune des lauréates des Grammys individuels et la plus jeune à remporter le prix du meilleur nouvel artiste.

Les Peasall Sisters sont les plus jeunes gagnantes aux Grammy Awards, pour avoir été créditées sur la bande originale de O Brother, qui a remporté l'album de l'année en 2002. Blue Ivy Carter est la plus jeune gagnante créditée individuellement. Elle avait 9 ans lorsqu'elle a remporté son premier prix en 2021, après avoir été créditée sur la chanson Brown Skin Girl, sortie en 2019, de sa mère Beyoncé. LeAnn Rimes est la plus jeune lauréate à titre individuel. Elle avait 14 ans lorsqu'elle a remporté ses deux premiers prix en 1997. Elle a également été la première artiste country à remporter le Grammy du meilleur nouvel artiste.
| Rang | Âge               | Artiste            |
| ---- | ----------------- | ------------------ |
| 1    | 8 ans             | Leah Peasall       |
| 2    | 9 ans, 66 jours   | Blue Ivy Carter    |
| 3    | 11 ans            | Hannah Peasall     |
| 4    | 14 ans            | Sarah Peasall      |
| 5    | 14 ans, 160 jours | Walter Russell III |
| 6    | 14 ans, 182 jours | LeAnn Rimes        |
| 7    | 14 ans, 313 jours | Luis Miguel        |
| 8    | 16 ans, 308 jours | Stephen Marley     |
| 9    | 17 ans, 80 jours  | Lorde              |
| 10   | 18 ans, 39 jours  | Billie Eilish      |

### Artiste le plus jeune à remporter le prix de l'Album de l'année

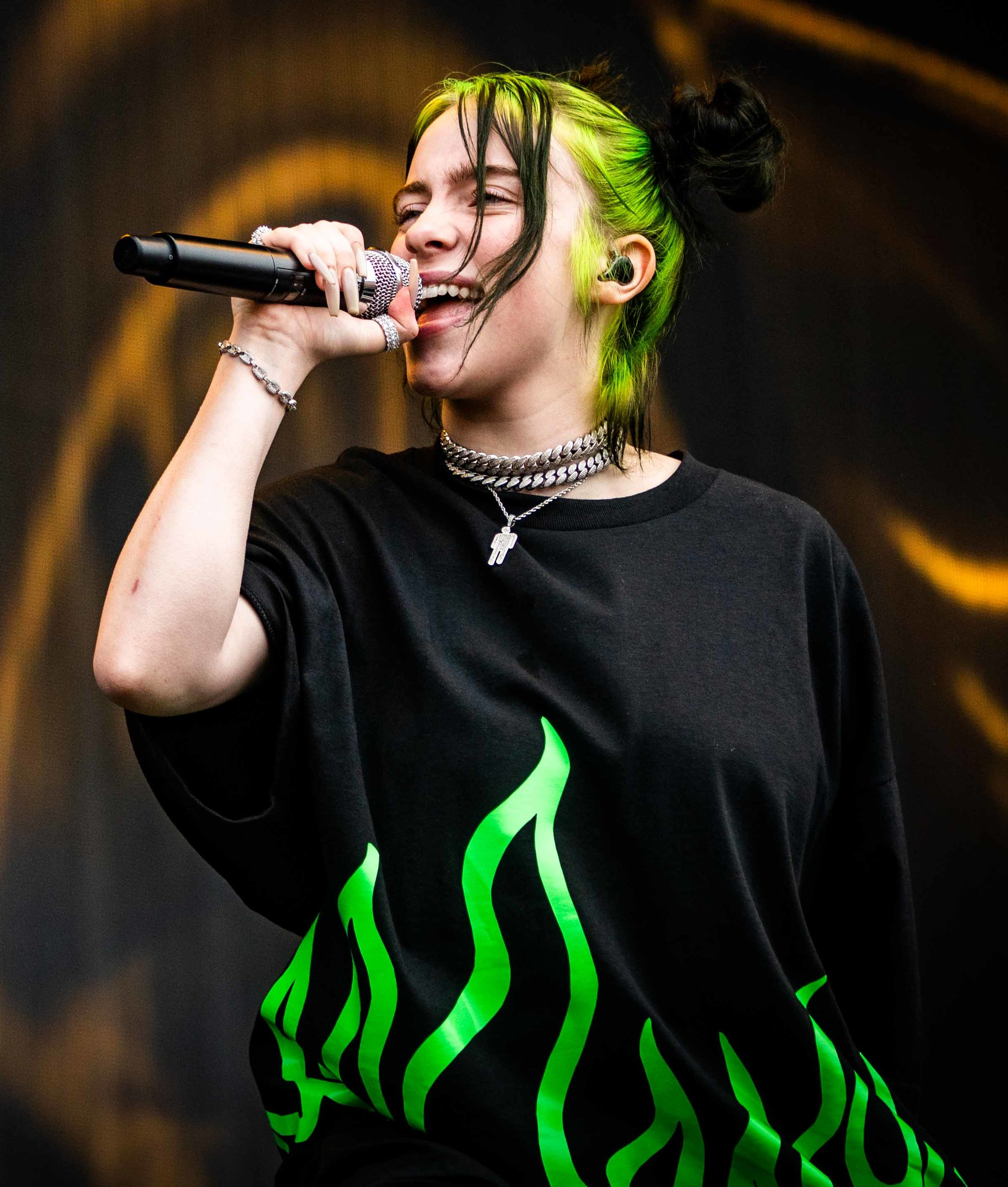
Billie Eilish est la plus jeune artiste à avoir remporté les Grammys de l'album de l'année et du disque de l'année.

Billie Eilish est la plus jeune artiste à avoir remporté l'album de l'année. Elle avait 18 ans lorsqu'elle l'a gagné pour son album When We All Fall Asleep, Where Do We Go? en 2020.
| Rang | Âge               | Artiste           |
| ---- | ----------------- | ----------------- |
| 1    | 18 ans, 39 jours  | Billie Eilish     |
| 2    | 20 ans, 49 jours  | Taylor Swift      |
| 3    | 21 ans, 242 jours | Alanis Morissette |
| 4    | 22 ans, 18 jours  | Barbra Streisand  |
| 5    | 23 ans, 274 jours | Lauryn Hill       |
| 6    | 23 ans, 283 jours | Adele             |
| 7    | 23 ans, 293 jours | Stevie Wonder     |
| 8    | 23 ans, 330 jours | Norah Jones       |

### Artiste le plus jeune à remporter le prix de l'Enregistrement de l'année
À l'âge de 18 ans, Billie Eilish est devenue la plus jeune artiste à remporter l'Enregistrement de l'année, remporté grâce à Bad Guy en 2020.
| Rang | Âge               | Artiste                            |
| ---- | ----------------- | ---------------------------------- |
| 1    | 18 ans, 39 jours  | Billie Eilish (2020)               |
| 2    | 19 ans, 86 jours  | Billie Eilish (2021)               |
| 3    | 22 ans, 265 jours | Sam Smith                          |
| 4    | 22 ans, 320 jours | Kimbra                             |
| 5    | 23 ans, 72 jours  | Jared Followill (Kings of Leon)    |
| 6    | 23 ans, 199 jours | Bobby Darin                        |
| 7    | 23 ans, 283 jours | Adele (2012)                       |
| 8    | 23 ans, 330 jours | Norah Jones                        |
| 9    | 24 ans, 23 jours  | Florence LaRue (The 5th Dimension) |
| 10   | 24 ans, 149 jours | Amy Winehouse                      |

### Artiste le plus jeune à remporter le prix de la Chanson de l'année

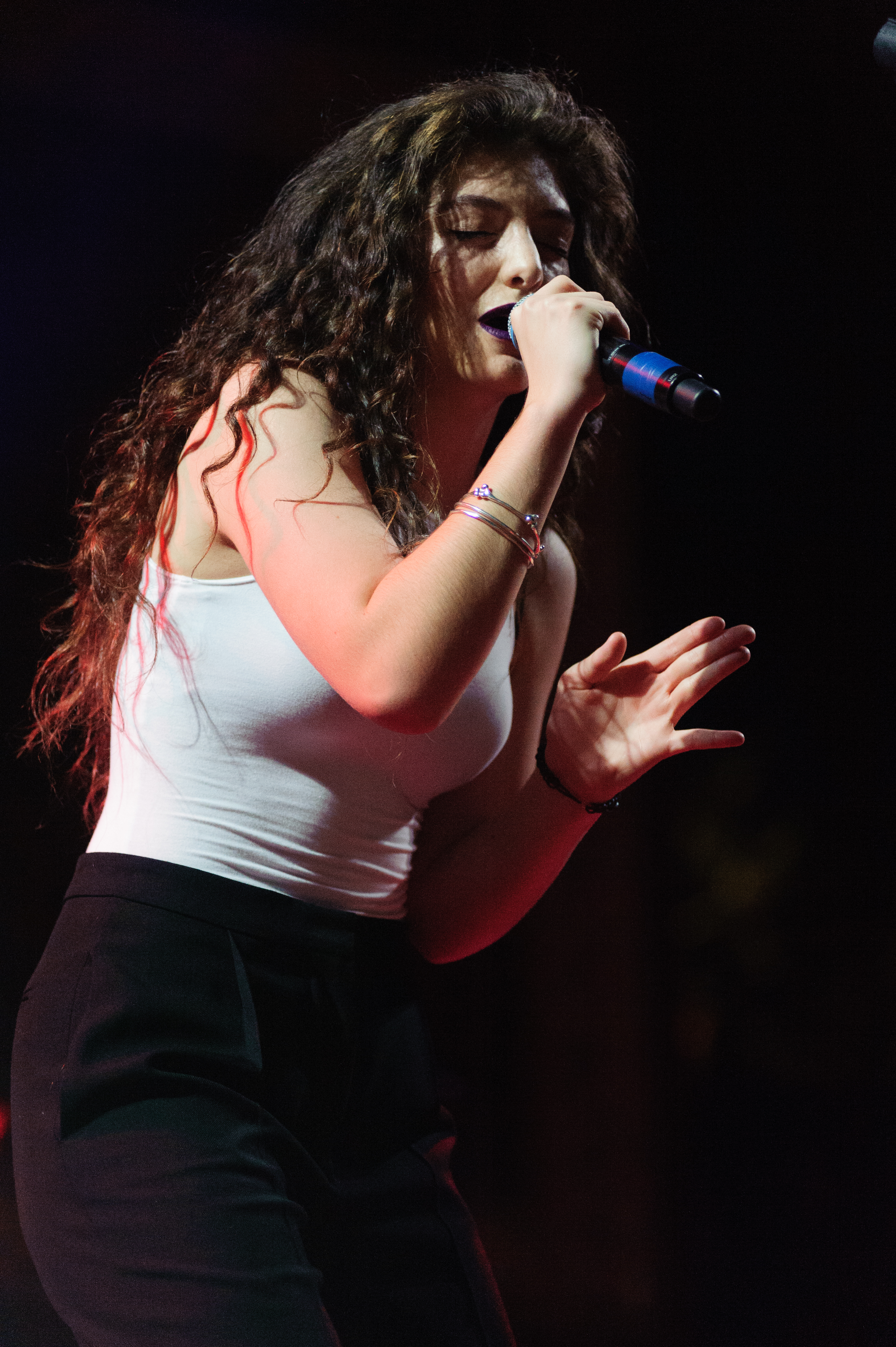
Lorde est devenu la plus jeune lauréate de la Chanson de l'année en 2014.

À l'âge 17 ans, Lorde est devenue la plus jeune artiste à remporter la Chanson de l'année avec Royals en 2014.

### Artiste le plus jeune à remporter le prix du Meilleur nouvel artiste
À l'âge de 14 ans, LeAnn Rimes est devenue la plus jeune lauréate prix du Meilleur nouvel artiste lorsqu'elle l'a remporté en 1997.

### Lauréats les plus âgés

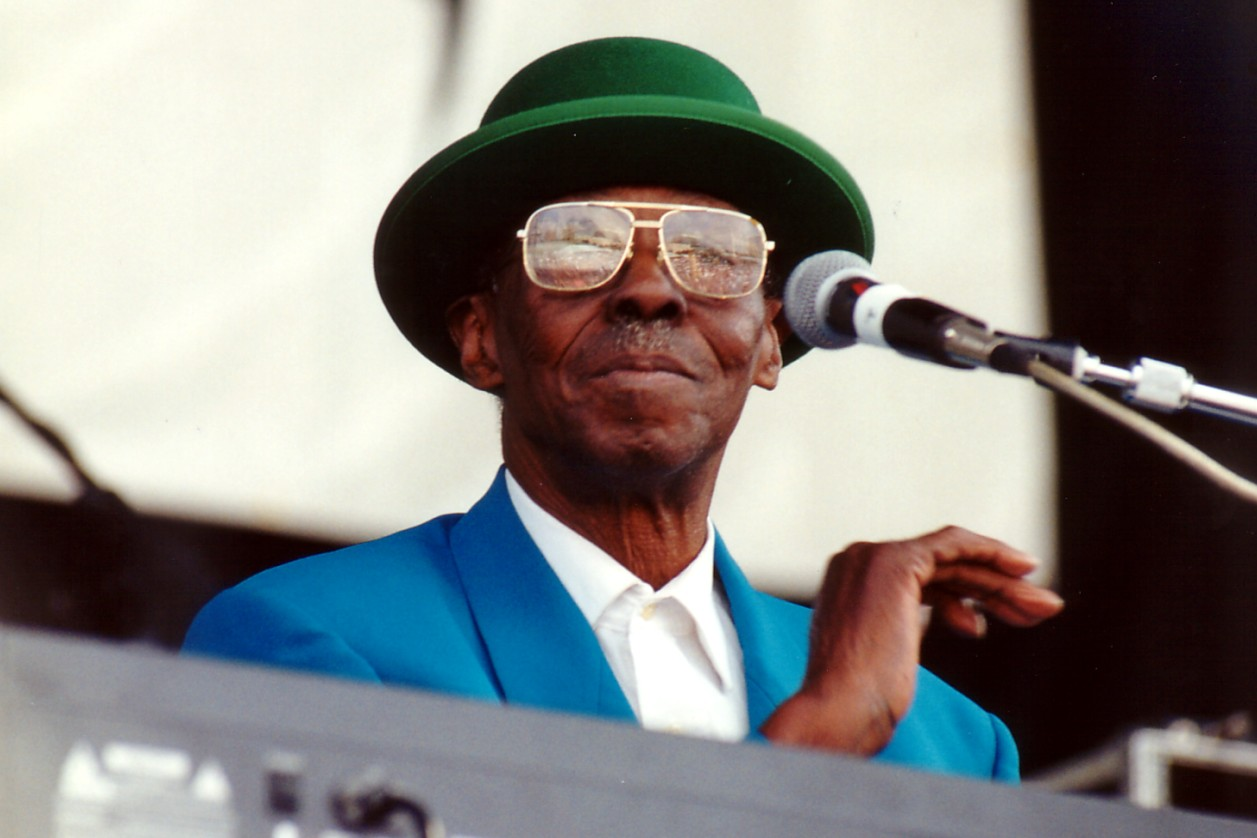
Pinetop Perkins est le lauréat le plus âgé d'un Grammy. Il l'a remporté quelques semaines à peine avant sa mort.

Pinetop Perkins est la personne la plus âgée à avoir remporté un Grammy. En 2011, à 97 ans, il a reçu le prix du Meilleur album de blues traditionnel pour Joined At The Hip.
| Rang | Âge               | Artiste             |
| ---- | ----------------- | ------------------- |
| 1    | 97 ans, 221 jours | Pinetop Perkins     |
| 2    | 95 ans, 31 jours  | George Burns        |
| 3    | 94 ans, 132 jours | Jimmy Carter (2019) |
| 4    | 91 ans, 137 jours | Jimmy Carter (2016) |
| 5    | 90 ans, 52 jours  | Elizabeth Cotten    |
| 6    | 90 ans, 26 jours  | Betty White         |

Remarque : les sources varient à propos de l'année de naissance d'Elizabeth Cotten. Certaines indiquant qu'elle est née en 1893 ; d'autres indiquent1895. Les informations ci-dessus utilisent comme base 1895. Quelle que soit l'année, Cotten est la plus âgée des femmes lauréates d'un Grammy.

### Albums les plus récompensés
Supernatural, de Santana, et How to Dismantle an Atomic Bomb, de U2, détiennent le record des albums le plus recompensés, avec neuf prix. Supernatural a remporté neuf prix en 2000 et How to Dismantle an Atomic Bomb a remporté trois prix en 2005 et en a remporté six autres en 2006, pour un total de neuf prix.
| Rang | Albums et artistes                                       | Nombre de prix |
| ---- | -------------------------------------------------------- | -------------- |
| 1    | How to Dismantle an Atomic Bomb — U2                     | 9              |
| 1    | Supernatural — Santana                                   | 9              |
| 3    | Come Away With Me — Norah Jones                          | 8              |
| 3    | Genius Loves Company — Ray Charles                       | 8              |
| 3    | Thriller — Michael Jackson                               | 8              |
| 6    | 24K Magic — Bruno Mars                                   | 7              |
| 6    | 21 — Adele                                               | 7              |
| 6    | All That You Can't Leave Behind — U2                     | 7              |
| 6    | Back on the Block — Quincy Jones                         | 7              |
| 6    | When We All Fall Asleep, Where Do We Go? — Billie Eilish | 7              |
| 11   | 25 — Adele                                               | 6              |
| 11   | Back to Black — Amy Winehouse                            | 6              |
| 11   | The Blueprint 3 — Jay-Z                                  | 6              |
| 11   | Bridge over Troubled Water — Simon & Garfunkel           | 6              |
| 11   | Raising Sand — Robert Plant & Alison Krauss              | 6              |
| 11   | The Return of Roger Miller — Roger Miller                | 6              |
| 11   | Taking the Long Way — Dixie Chicks                       | 6              |
| 11   | To Pimp a Butterfly — Kendrick Lamar                     | 6              |
| 11   | Toto IV — Toto                                           | 6              |
| 11   | Unforgettable... with Love — Natalie Cole                | 6              |
| 11   | Unplugged — Eric Clapton                                 | 6              |

### Nombre le plus élevé de prix de l'Album de l'année

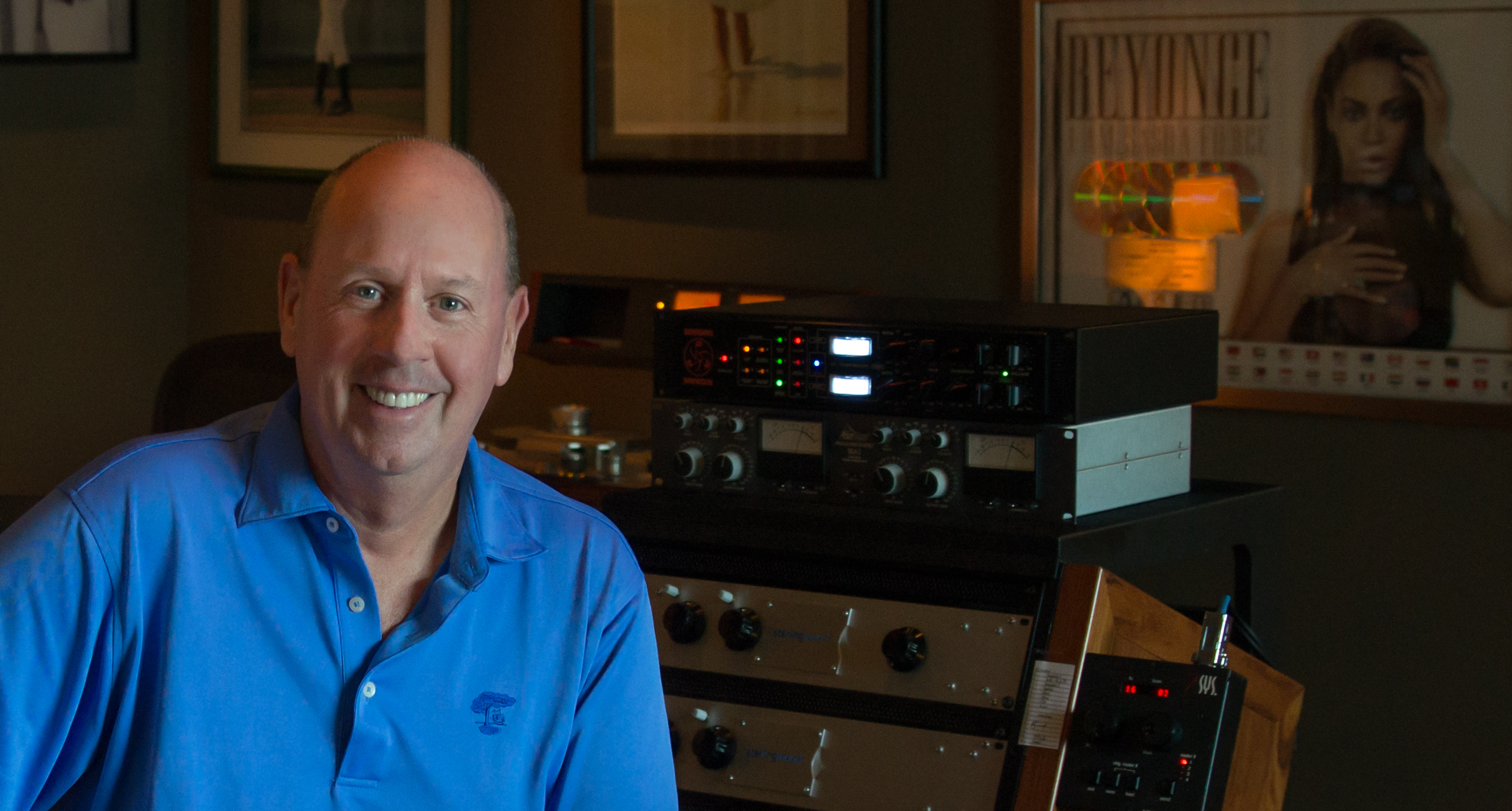
Tom Coyne a remporté quatre fois l'Album de l'année et l'Enregistrement de l'année en tant qu'ingénieur de mastering.

Le record du plus grand nombre de victoires du prix de l'Album de l'année est de quatre. Une artiste, deux ingénieurs du son, ingénieur de mastering ont remporté le prix quatre fois :
- Taylor Swift, artiste — Fearless (2010), 1989 (2016), Folklore (2021), Midnights (2024)
- Tom Coyne, ingénieur de mastering - 21 (2012), 1989 (2016), 25 (2017), 24K Magic (2018)
- Serban Ghenea, ingénieur du son - 1989 (2016), 25 (2017), 24K Magic (2018), Folklore (2021)
- John Hanes, ingénieur du son - 1989 (2016), 25 (2017), 24K Magic (2018), Folklore (2021)

Quatre artistes, quatre producteurs de disques, quatre ingénieurs du son et deux ingénieurs de mastering ont remporté le prix trois fois :
- Frank Sinatra, artiste — Come Dance with Me! (1960), September of My Years (1966), A Man and His Music (1967)
- Stevie Wonder, artiste — Innervisions (1974), Fulfillingness' First Finale (1975), Songs in the Key of Life (1977)
- Paul Simon, artiste — Bridge over Troubled Water (1971), Still Crazy After All These Years (1976), Graceland (1987)
- David Foster, producteur — Unforgettable... with Love (1992), The Bodyguard - Original Soundtrack Album (1994), Falling into You (1997)
- Phil Ramone, producteur — Still Crazy After All These Years (1976), 52nd Street (1980), Genius Loves Company (2005)
- Daniel Lanois, producteur — The Joshua Tree (1988), Time Out of Mind (1998), How to Dismantle an Atomic Bomb (2006)
- Bob Ludwig, ingénieur de mastering — Babel (2013), Random Access Memories (2014), Morning Phase (2015)
- Mike Piersante, ingénieur du son — O Brother, Where Art Thou? – Soundtrack (2002), Raising Sand (2009), 25 (2017)
- Tom Elmhirst, ingénieur du son — 21 (2012), Morning Phase (2015), 25 (2017)
- Ryan Tedder, producteur— 21 (2012), 1989 (2016), 25 (2017)

### Nombre le plus élevé de prix de l'Enregistrement de l'année
Le record du plus grand nombre de prix de l'Enregistrement de l'année est de quatre. Tom Coyne a remporté quatre victoires consécutives en tant qu'ingénieur de mastering pour « Stay with Me (Darkchild Version) » (2015), « Uptown Funk » (2016), « Hello » (2017), « 24K Magic » (2018)
De plus, seules deux personnes ont remporté le prix trois fois :
- Paul Simon, artiste - « Mrs. Robinson » (1969),« Bridge over Troubled Water » (1971),« Graceland »(1988)
- Tom Elmhirst, ingénieur du son - « Rehab » (2008), « Rolling in the Deep » (2012), « Hello » (2017)

### Nombre le plus élevé de prix de la Chanson de l'année
Le record du plus grand nombre de victoires pour la Chanson de l'année est de deux. Six auteurs-compositeurs ont remporté deux fois le prix de cette catégorie.
- Henry Mancini - “Moon River” (1962), “Days of Wine and Roses” (1964)
- Johnny Mercer - “Moon River” (1962), “Days of Wine and Roses” (1964)
- James Horner - “Somewhere Out There” (1988), “My Heart Will Go On” (1999)
- Will Jennings - “Tears in Heaven” (1993), “My Heart Will Go On” (1999)
- U2 - “Beautiful Day” (2001), “Sometimes You Can't Make It on Your Own” (2006)
- Adele - "Rolling in the Deep” (2012), “Hello” (2017)

### Nombre le plus élevé d'albums consécutifs récompensés par des Grammys
Alison Krauss et Union Station, Beyoncé (en comptant Everything Is Love), Pat Metheny (avec le Pat Metheny Group) et The Manhattan Transfer ont remporté sept prix consécutifs pour sept albums studio consécutifs.

### Nombre le plus élevé de Grammys consécutifs dans la même catégorie
| Rang | Artiste                  | Catégorie                                         | Années                                  |
| ---- | ------------------------ | ------------------------------------------------- | --------------------------------------- |
| 1    | Aretha Franklin          | Meilleure performance vocale R&B féminine         | 8 (1968-1975)                           |
| 2    | Bill Cosby               | Meilleur album de comédie                         | 6 (1965-1970)                           |
| 2    | John Williams            | Meilleure bande originale pour les médias visuels | 6 (1978-1983)                           |
| 2    | Jimmy Sturr              | Meilleur album de polka                           | 6 (1987-1992)                           |
| 3    | Vince Gill               | Meilleure performance vocale country masculine    | 5 (1995-1999)                           |
| 5    | Pat Benatar              | Meilleure performance vocale rock féminine        | 4 (1981-1984)                           |
| 5    | Robert Shaw              | Meilleure performance chorale                     | 4 (1988-1991)                           |
| 5    | Jack Renner              | Meilleure ingénierie d'album, classique           | 4 (1988-1991)                           |
| 5    | Jimmy Sturr (trois fois) | Meilleur album de polka                           | 4 (1996-1999), (2001-2004), (2006-2009) |
| 5    | Lenny Kravitz            | Meilleure performance vocale de rock masculin     | 4 (1999-2002)                           |
| 5    | Tom Coyne                | Enregistrement de l'année                         | 4 (2015-2018)                           |

### Artistes qui ont remporté les quatre prix généralistes

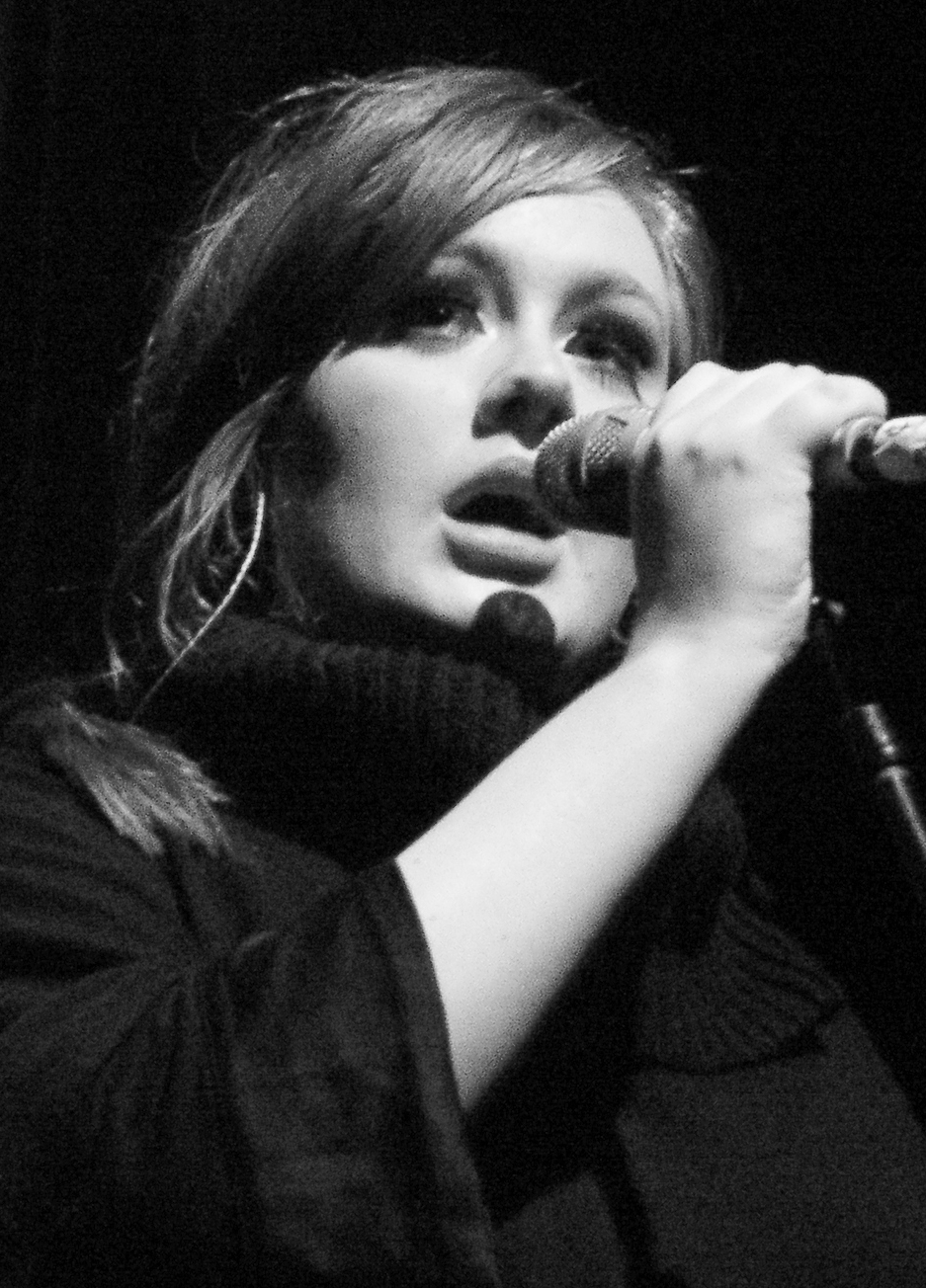
Adele est l'un des trois artistes qui ont remporté les quatre prix généralistes

Seuls trois artistes ont remporté les quatre prix généralistes : Album de l'année, Enregistrement de l'année, Chanson de l'année et Meilleur nouvel artiste. En 1981, Christopher Cross a, le premier, remporté les quatre prix ; il était également le premier à remporter les quatre prix en une seule cérémonie. Adele est la deuxième artiste à remporter les quatre prix, et la première femme à le faire. En 2009, elle a remporté le prix du Meilleur nouvel artiste ; en 2012 et 2017, elle a remporté le prix de l'Enregistmenet de l'année, de l'Album de l'année et de la Chanson de l'année. En 2020, Billie Eilish est devenue la troisième musicienne de tous les temps et la deuxième femme à remporter les quatre prix en une seule cérémonie, et la première artiste féminine à les remporter en une seule cérémonie.

### Nombre le plus élevé de Grammys remportés en une soirée
Le record du nombre le plus élevés de Grammys remportés en une soirée est de huit : Michael Jackson  en 1984, puis Santana en 2000,.
| Rang | Artistes)                | Nombre de prix |
| ---- | ------------------------ | -------------- |
| 1    | Michael Jackson (1984)   | 8              |
| 1    | Santana (2000)           | 8              |
| 3    | Bruno Mars (2018)        | 7              |
| 4    | Roger Miller (1966)      | 6              |
| 4    | Quincy Jones (1991)      | 6              |
| 4    | Éric Clapton (1993)      | 6              |
| 4    | Beyoncé (2010)           | 6              |
| 4    | Adèle (2012)             | 6              |
| 4    | Tom Elmhirst (2017)      | 6              |
| 4    | Finneas O'Connell (2020) | 6              |

### Nombre le plus élevé de Grammys remportés par un artiste masculin en une soirée

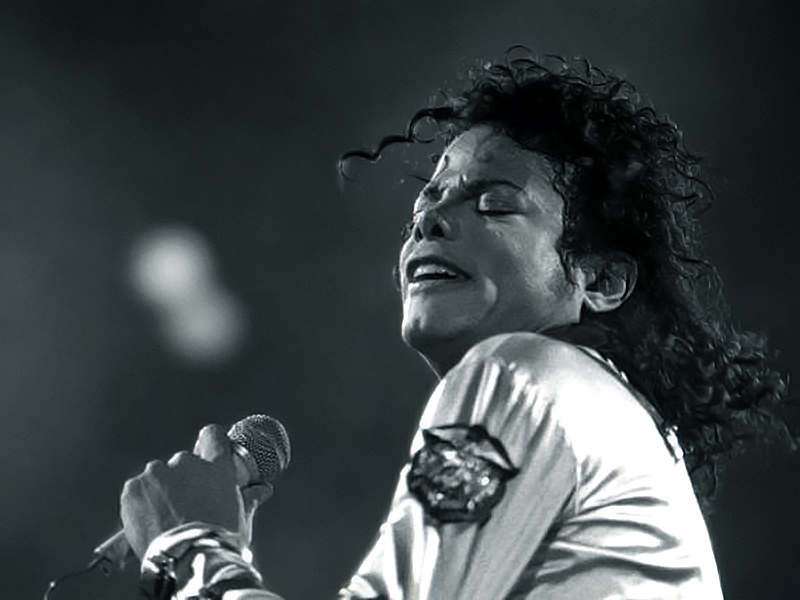
Michael Jackson a remporté un record de huit prix en 1984

Le record du nombre le plus élevé de Grammys remportés par un artiste masculin en une soirée est de huit, établi par Michael Jackson en 1984.
| Rang | Artiste                | Nombre de prix |
| ---- | ---------------------- | -------------- |
| 1    | Michael Jackson (1984) | 8              |
| 2    | Bruno Mars (2018)      | 7              |
| 3    | Roger Miller (1966)    | 6              |
| 3    | Quincy Jones (1991)    | 6              |
| 3    | Éric Clapton (1993)    | 6              |

### Nombre le plus élevé de Grammys remportés par une artiste féminine en une soirée
Le record du nombre le plus élevé de Grammys remportés par un artiste masculin en une soirée est de six, obtenu par Beyoncé et Adele en 2010 et 2012, respectivement.

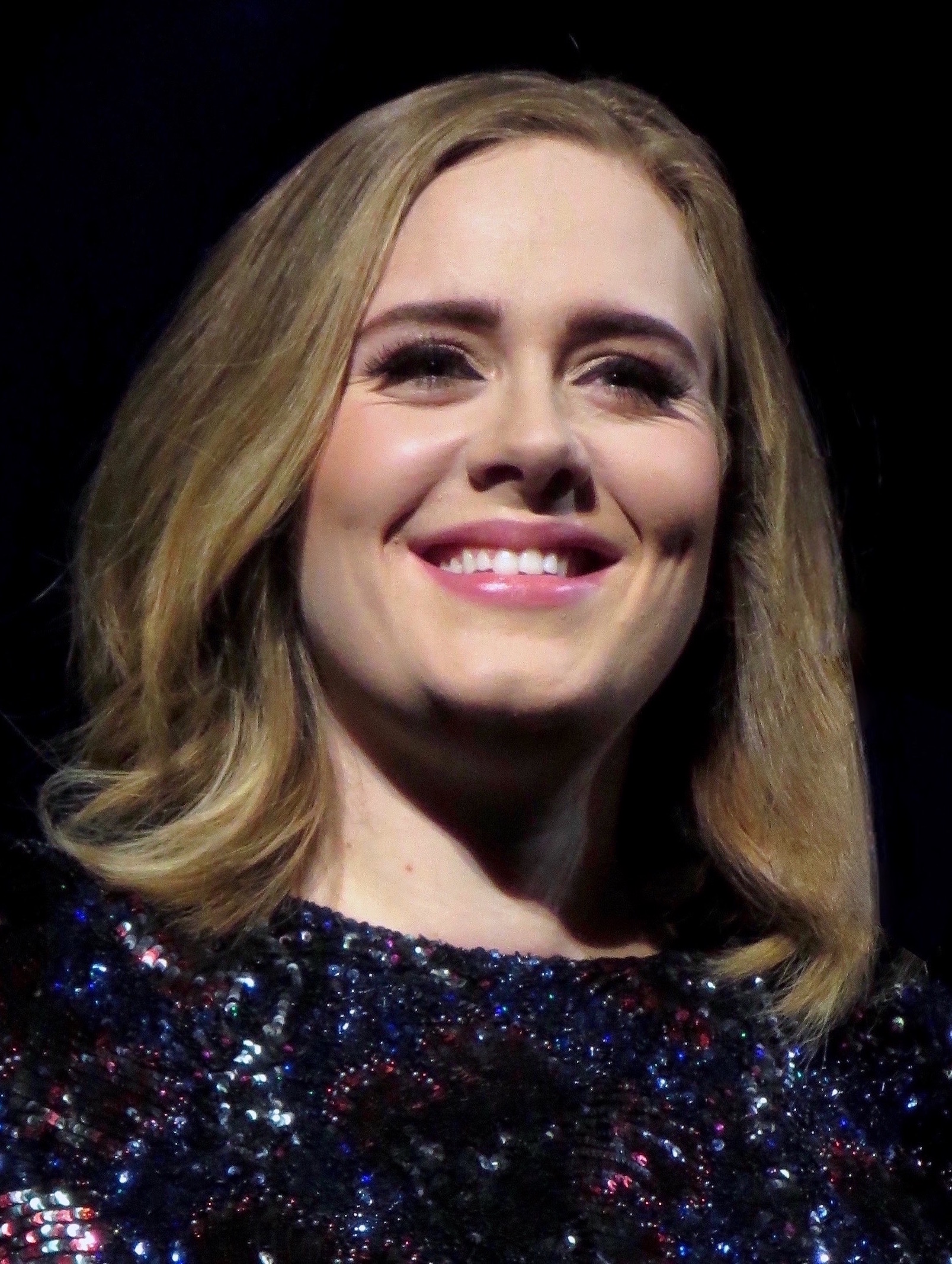
Adele a gagné 6 trophées la même année.
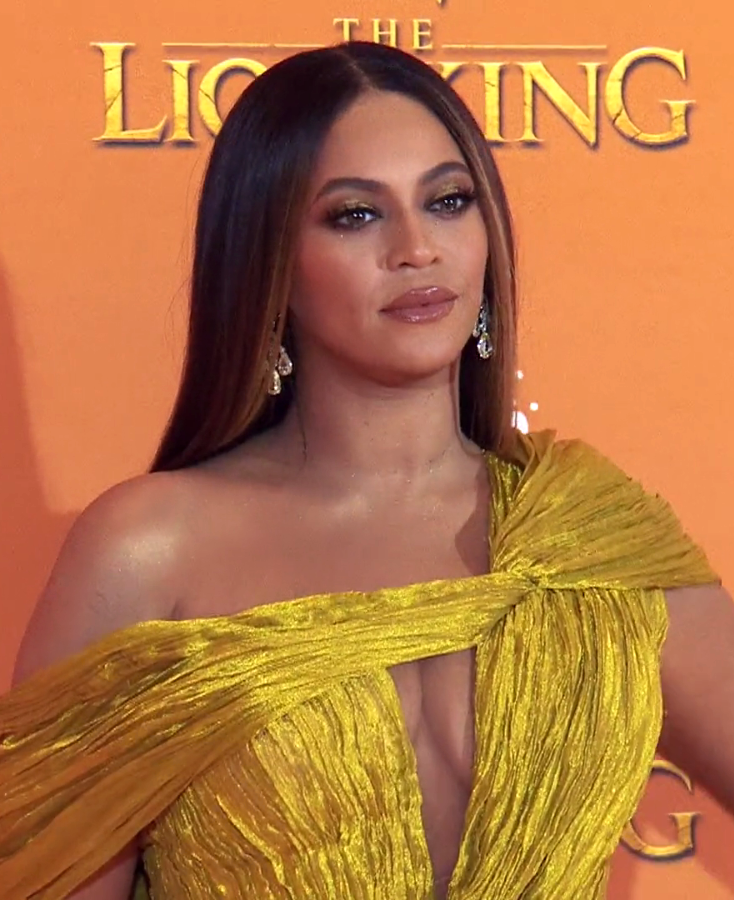
Beyonce a gagné 6 trophées la même année.

| Rang | Artiste              | Nombre de prix |
| ---- | -------------------- | -------------- |
| 1    | Beyoncé (2010)       | 6              |
| 1    | Adèle (2012)         | 6              |
| 3    | Lauryn Hill (1999)   | 5              |
| 3    | Alicia Keys (2002)   | 5              |
| 3    | Norah Jones (2003)   | 5              |
| 3    | Beyoncé (2004)       | 5              |
| 3    | Amy Winehouse (2008) | 5              |
| 3    | Alison Krauss (2009) | 5              |
| 3    | Adèle (2017)         | 5              |
| 3    | Billie Eilish (2020) | 5              |

### Nombre le plus élevé de Grammys remportés par un groupe en une soirée

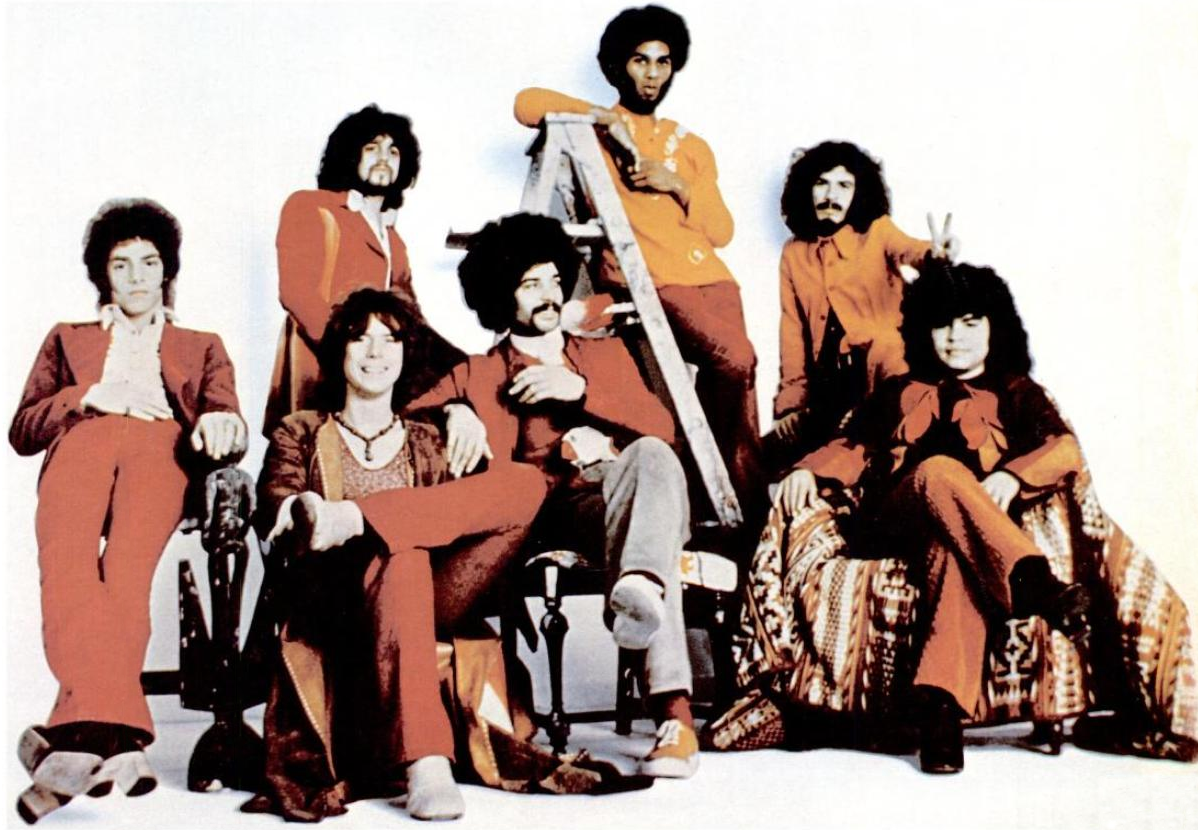
Santana a remporté un record de huit prix en 2000

Le record du nombre le plus élevé de Grammys remporté par un groupe d'artistes en une soirée est de huit, établi par Santana en 2000.
| Rang | Artistes                 | Nombre de prix |
| ---- | ------------------------ | -------------- |
| 1    | Santana (2000)           | 8              |
| 2    | Simon & Garfunkel (1971) | 5              |
| 2    | U2 (2006)                | 5              |
| 2    | Dixie Chicks (2007)      | 5              |
| 2    | Lady Antebellum (2011)   | 5              |
| 2    | Foo Fighters (2012)      | 5              |

### Nombre le plus élevé de Grammys remportés par un producteur en une soirée

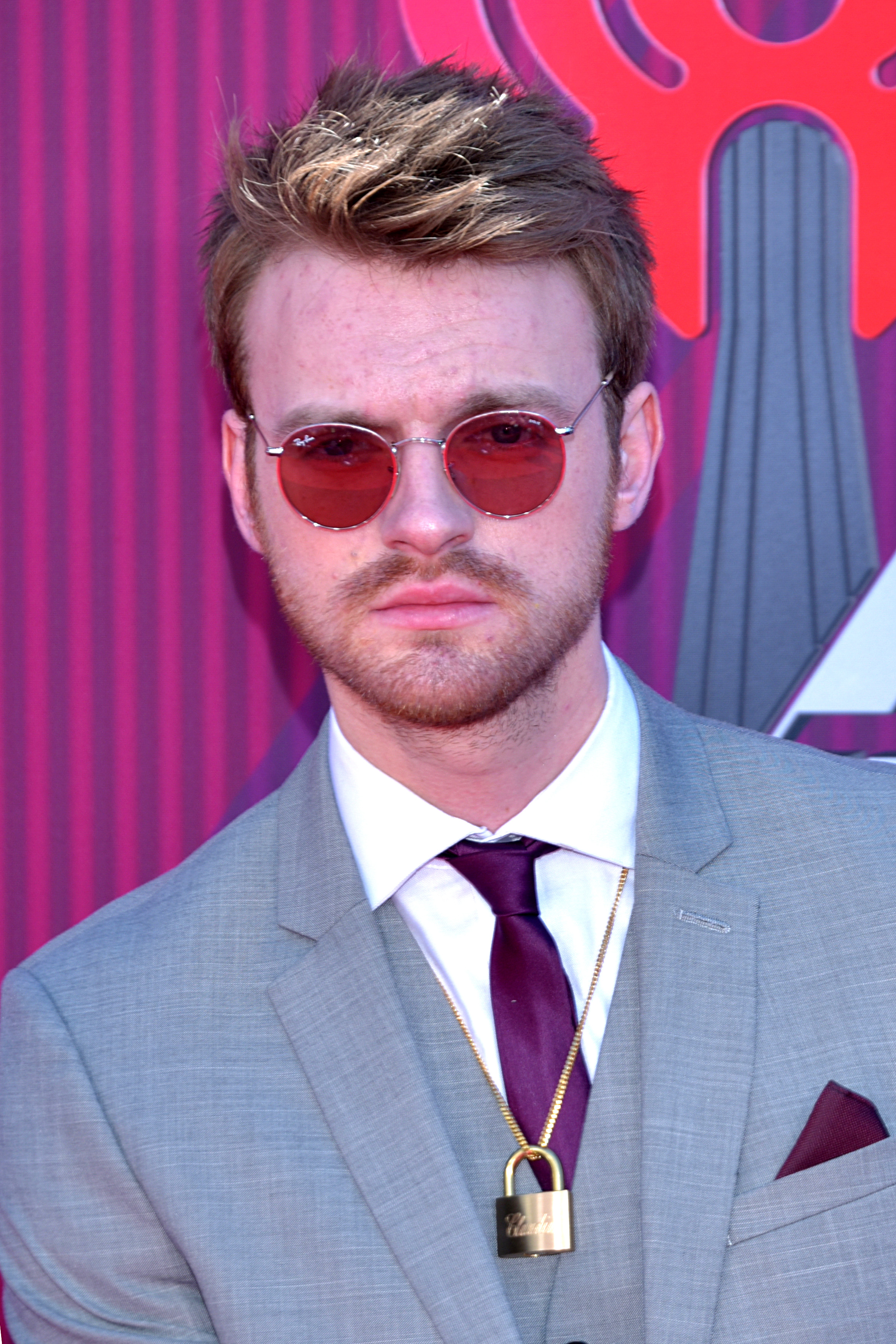
Finneas O'Connell remporte six Grammys en 2020 à 22 ans.

Le record du nombre le plus élevé de prix remportés par un producteur en une soirée est de six. Finneas O'Connell a remporté ces six prix en 2020 : Enregistrement de l'année, Album de l'année, Chanson de l'année, Meilleir album vocal pop, Meilleure ingénierie d'album, non-classique ainsi que Producteur de l'année, non-classique pour sa contribution à When We All Fall Asleep, Where Do We go? de Billie Eilish.

### Nombre le plus élevé de Grammys remportés par un ingénieur du son en une soirée
Le plus grand nombre de Grammys remportés par un ingénieur du son en une soirée est de six. Lors de la 59e cérémonie des Grammy Awards en 2017, Tom Elmhirst a remporté le prix de l'Enregistrement de l'année, le prix de l'Album de l'année, le prix du Meilleur album vocal pop, le prix du Meilleur album de musique alternative, le prix de la Meilleure ingénierie d'album, non classique et le prix du Meilleur album rock pour son travail sur 25, d'Adele, sur Blackstar, de David Bowie et sur Tell Me I'm Pretty, de Cage the Elephant, respectivement.

### Artistes ayant remporté les quatre prix généralistes lors d'une seule cérémonie

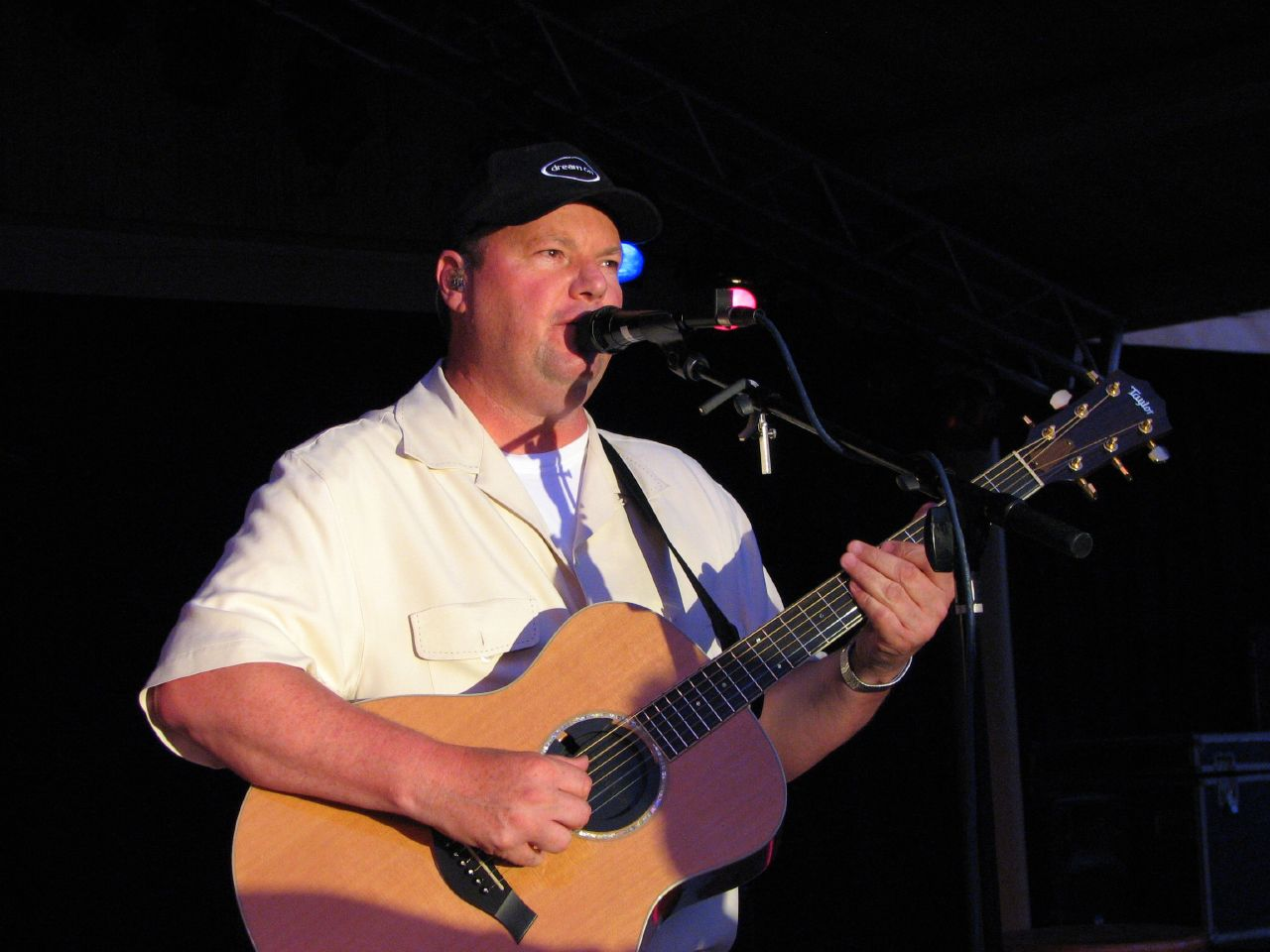
Christopher Cross a été le premier artiste à remporter les prix des quatre catégories généralistes en une soirée

Christopher Cross (1981) et Billie Eilish (2020) sont les seuls artistes à avoir remporté les quatre prix généralistes en une seule soirée.

### Artistes qui ont remporté les prix de l'Album, de l'Enregistrement et de la Chanson de l'année en une soirée

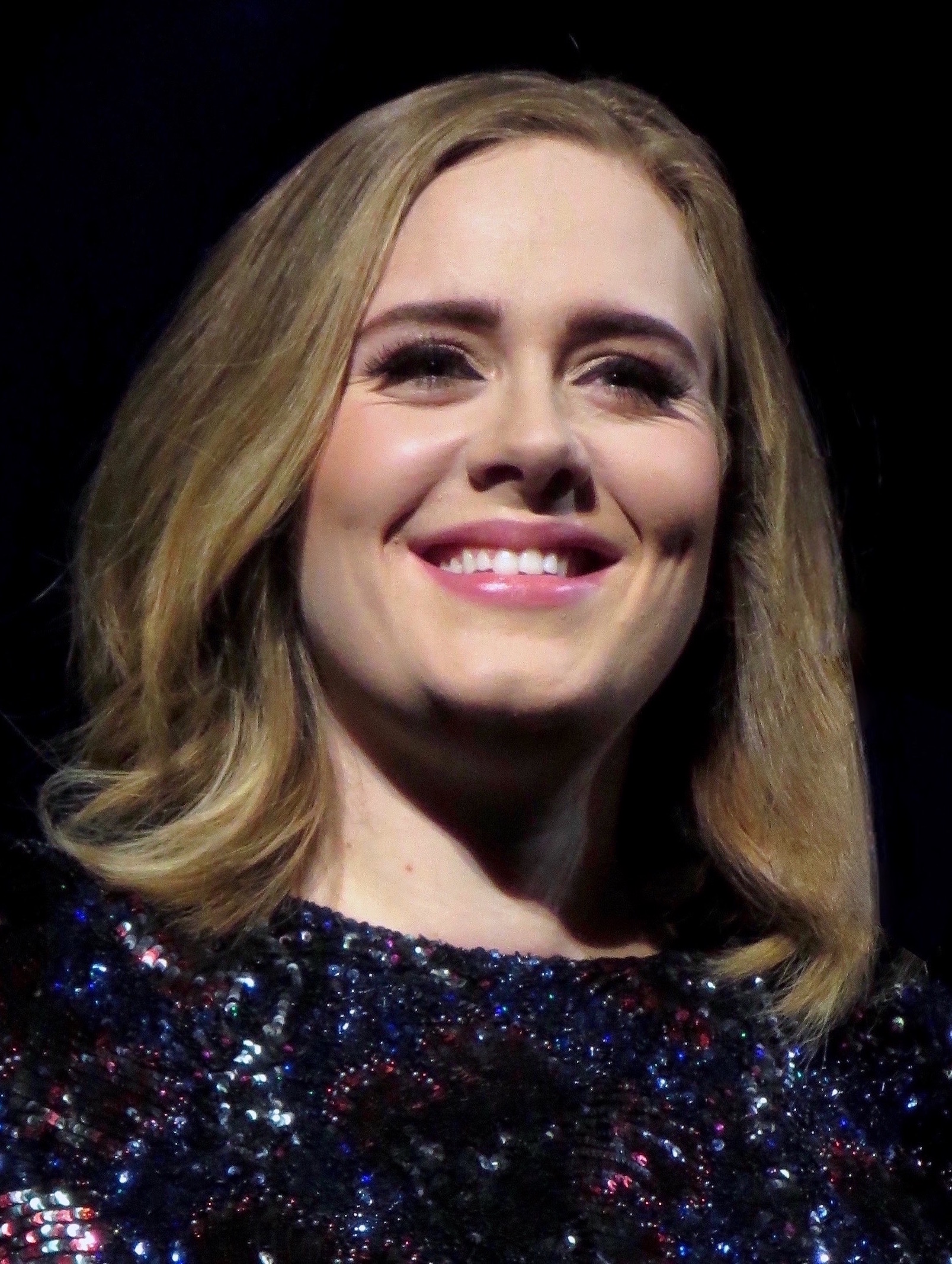
Adele est la seule artiste à avoir remporté deux fois l'album, le disque et la chanson de l'année la même année.

Les trois prix les plus convoités des Grammy Awards sont l'Album de l'année, l'Enregistrement de l'année et la Chanson de l'année. Huit artistes ont remporté ces trois en une soirée. Adele est la première et la seule artiste de l'histoire des Grammy à avoir accompli cet exploit à deux reprises.
| An   | Artiste           |
| ---- | ----------------- |
| 1971 | Paul Simon        |
| 1972 | Carole King       |
| 1981 | Christopher Cross |
| 1993 | Eric Clapton      |
| 2007 | Dixie Chicks      |
| 2012 | Adele             |
| 2017 | Adele             |
| 2018 | Bruno Mars        |
| 2020 | Billie Eilish     |

### Nombre le plus élevé de Grammys obtenus par un album en une soirée
Le plus grand nombre de prix attribués à un album en une soirée est de neuf. Lors de la 42e cérémonie des Grammy Awards en 2000, Supernatural, de Santana, a reçu neuf prix. Il a remporté les prix de l'Enregistrement de l'année, de l'Album de l'année, de la chanson de l'année, de la Meilleure collaboration vocale pop, de la Meilleure prestation instrumentale pop, de la Meilleure prestation vocale pop d'un duo ou groupe, de la Meilleure prestation rock instrumentale, de la Meilleure prestation vocale rock par un duo ou Groupe et du Meilleur album rock.

### Nombre le plus élevé de Grammys posthumes remportés en une soirée

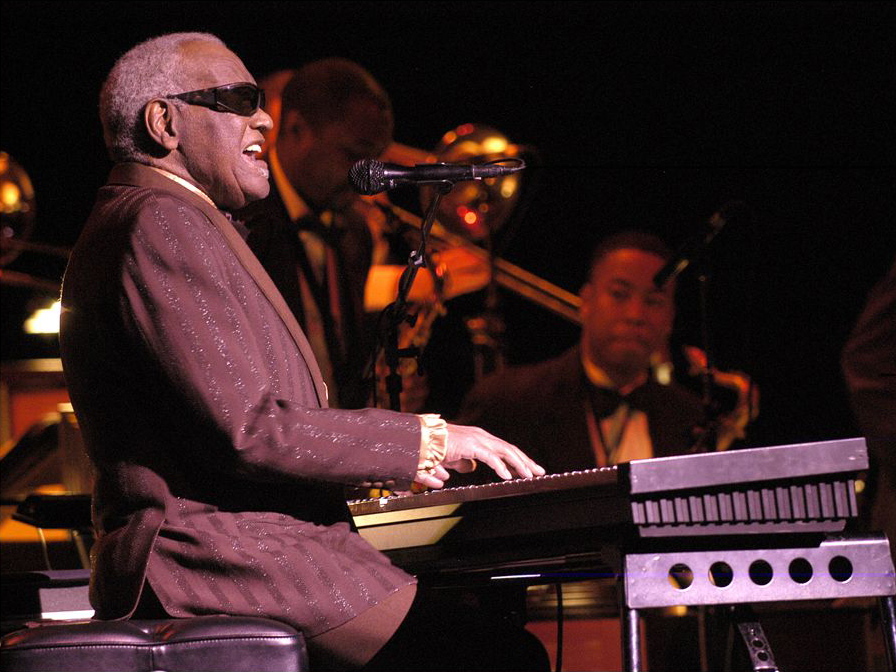
Ray Charles a remporté cinq Grammys en 2005, moins d'un an après sa mort.

Ray Charles détient le record du plus grand nombre de prix posthumes remportés en une soirée. Il a remporté cinq Grammy Awards lors de la 47e cérémonie annuelle des Grammy Awards en 2005, dont l'Enregistrement de l'année et l'Album de l'année.

## Nominations

### Nombre le plus élevé de nominations aux Grammys
Quincy Jones et Jay-Z détiennent le record du nombre le plus élevé de nominations aux Grammy Awards, avec 80 nominations chacun,.
| Rang | Artiste           | Nombre de nominations |
| ---- | ----------------- | --------------------- |
| 1    | Beyoncé           | 90+                   |
| 2    | Quincy Jones      | 80                    |
| 2    | Jay-Z             | 80                    |
| 3    | Paul McCartney    | 79                    |
| 5    | Georg Solti       | 74                    |
| 5    | Stevie Wonder     | 74                    |
| 7    | Henry Mancini     | 72                    |
| 7    | John Williams     | 72                    |
| 9    | Kanye West        | 70                    |
| 10   | Pierre Boulez     | 67                    |
| 10   | Chick Corea       | 67                    |
| 12   | Leonard Bernstein | 63                    |
| 13   | Jay David Saks    | 53                    |
| 14   | Willie Nelson     | 52                    |
| 15   | Thomas Z. Shepard | 50                    |
| 15   | Bruce Springsteen | 50                    |
| 15   | Dolly Parton      | 50                    |
| 18   | Babyface          | 49                    |
| 18   | James Mallinson   | 49                    |

### Nombre le plus élevé de nominations en une soirée
Michael Jackson et Babyface détiennent le record du plus grand nombre de nominations aux Grammy Awards en une soirée avec 12 nominations.
| Rang | Artiste                | Nombre de nominations | Année |
| ---- | ---------------------- | --------------------- | ----- |
| 1    | Michael Jackson        | 12                    | 1984  |
| 1    | Babyface               | 12                    | 1997  |
| 3    | Kendrick Lamar         | 11                    | 2016  |
| 3    | Beyonce                | 11                    | 2025  |
| 4    | Lauryn Hill            | 10                    | 1999  |
| 4    | Kanye West             | 10                    | 2005  |
| 4    | Beyoncé                | 10                    | 2010  |
| 4    | Eminem                 | 10                    | 2011  |
| 8    | Paul Mccartney         | 9                     | 1966  |
| 8    | Roger Miller           | 9                     | 1966  |
| 8    | The Manhattan Transfer | 9                     | 1986  |
| 8    | Eric Clapton           | 9                     | 1993  |
| 8    | Santana                | 9                     | 2000  |
| 8    | Jay Z                  | 9                     | 2014  |
| 8    | SZA                    | 9                     | 2024  |
| 8    | Beyoncé                | 9                     | 2017  |
| 8    | Beyoncé                | 9                     | 2021  |

### Nombre le plus élevé de nominations sans victoire

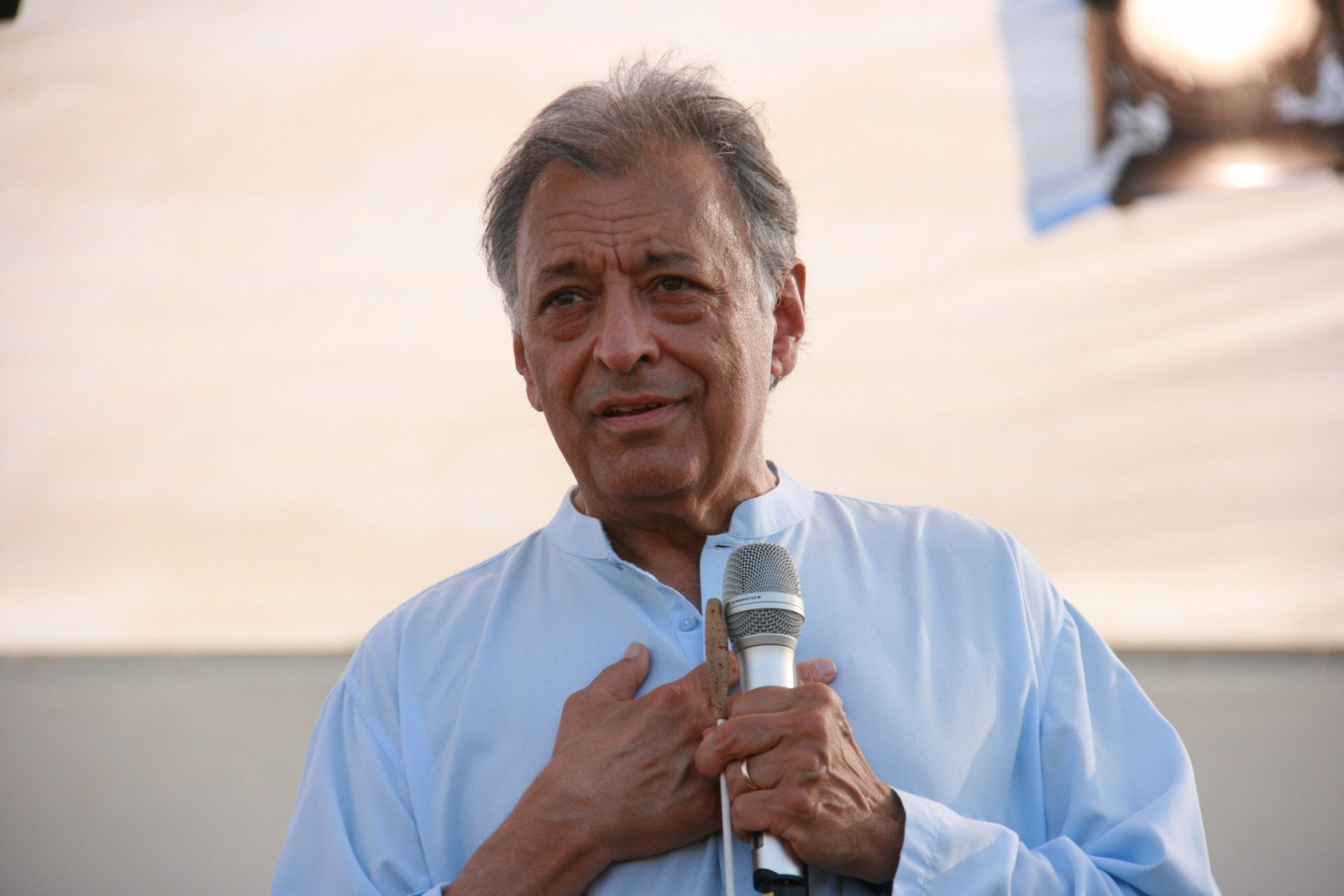
Zubin Mehta détient le record du plus grand nombre de nominations aux Grammy Awards sans victoire.

Avec 18 nominations, Zubin Mehta a reçu le plus de nominations aux Grammy Awards sans avoir jamais gagné de prix.
| Rang         | Artiste          | Nombre de nominations |
| ------------ | ---------------- | --------------------- |
| 1            | Zubin Mehta      | 18                    |
| 2            | Snoop Dogg       | 17                    |
| 3            | Brian McKnight   | 16                    |
| 4            | Björk            | 15                    |
| 4            | Chris Gehringer  | 15                    |
| 4            | Fred Hersch      | 15                    |
| 4            | Joe Satriani     | 15                    |
| 8            | Toshiko Akiyoshi | 14                    |
| 8            | Dierks Bentley   | 14                    |
| 8            | Martina McBride  | 14                    |
| 11           | Katy Perry       | 13                    |
| 11           | Spyro Gyra       | 13                    |
| 11           | Dave Kutch       | 13                    |
| 11           | Musiq Soulchild  | 13                    |
| 11           | Charlie Wilson   | 13                    |
| 16           | Lenny Gomulka    | 12                    |
| 16           | Keith Jarrett    | 12                    |
| 16           | Busta Rhymes     | 12                    |
| 16           | Diana Ross       | 12                    |
| 16           | Jazmine Sullivan | 12                    |
| Lana Del Ray |                  |                       |

L'ingénieur du son et chef de chœur norvégien Morten Lindberg a été retiré de cette liste en février 2020, lorsqu'il a finalement reçu son premier Grammy Award, après 28 nominations entre 2006 et 2020.

### Nombre de nominations le plus élevé sans victoire en une soirée

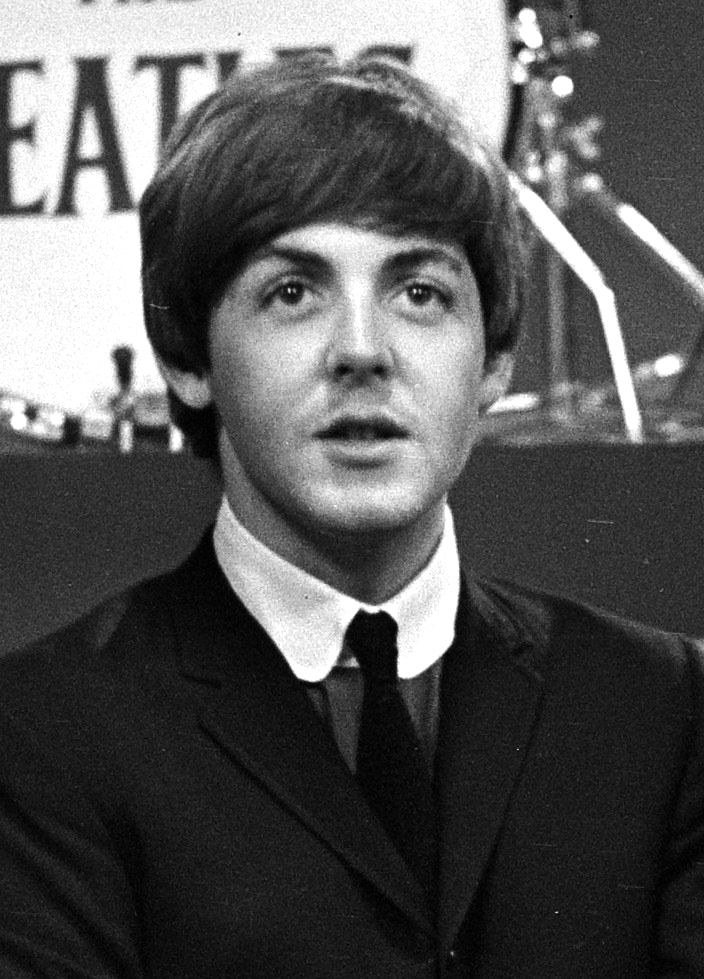
Paul McCartney a été nommé pour neuf prix en 1966, mais n'en a remporté aucun

Le record du nombre le plus élevé de nominations aux Grammy Awards sans victoire en une soirée est de 9, établi par Paul McCartney en 1966.
| Rang | Artiste                  | Nombre de nominations |
| ---- | ------------------------ | --------------------- |
| 1    | Paul McCartney (1966)    | 9                     |
| 2    | Rihanna (2017)           | 8                     |
| 2    | Kanye West (2017)        | 8                     |
| 2    | Jay-Z (2018)             | 8                     |
| 5    | Stevie Wonder (1983)     | 7                     |
| 5    | India.Arie (2002)        | 7                     |
| 5    | Billie Eilish (2025)     | 7                     |
| 5    | Kendrick Lamar (2014)    | 7                     |
| 8    | Henry Mancini (1959)     | 6                     |
| 8    | Thomas Z. Shepard (1970) | 6                     |
| 8    | Lionel Richie (1982)     | 6                     |
| 8    | David Foster (1986)      | 6                     |
| 8    | Mariah Carey (1996)      | 6                     |
| 8    | 50 Cent (2006)           | 6                     |
| 8    | Bruno Mars (2012)        | 6                     |
| 8    | Roddy Ricch (2021)       | 6                     |

### Nombre le plus élevé de domaines de nomination aux Grammy
| Rang | Artiste           | Nombre | Des champs |
| ---- | ----------------- | ------ | --- |
| 1    | Quincy Jones      | 15     | Prix généraliste, spoken word, arrangement, vidéoclip / film, jazz, pop, rap, R&B, musique pour enfants, comédie musicale, disco, composition, gospel / musique chrétienne contemporaine, musique pour les médias visuels et production, non classique |
| 2    | Paul Mccartney    | 12     | Prix généraliste, pop, arrangement, rock, pop traditionnelle, musique pour les médias visuels, vidéoclip / film, spoken word, historique, musique alternative, rap et pochette d'album                                                                 |
| 3    | David Foster      | 10     | Prix généraliste, R&B, arrangement, composition, musique pour les médias visuels, production, vidéoclip / film, pop, pop traditionnelle et comédie musicale                                                                                            |
| 3    | Bob Dylan         | 10     | Prix généraliste, country, gospel / musique chrétienne contemporaine, rock, vidéoclip / film, musique pour les médias visuels, folk pop, racines américaines et pop traditionnelle                                                                     |
| 3    | Béla Fleck        | 10     | Country, pop, jazz, racines américaines, musique du monde, classique, folk, spoken word, historique, composition et arrangement |
| 6    | Jack White        | 9      | Prix généraliste, rock, alternatif, country, pop, pochette d'album, vidéo musicale / film, racines américaines et ingénierie d'album |
| 6    | Janet Jackson     | 9      | Prix généraliste, pop, R&B, rock, arrangement, rap, vidéoclip / film, danse et production, non classique |
| 8    | Cyndi Lauper      | 8      | Prix généraliste, rock, pop, vidéoclip / film, danse, arrangement, racines américaines et comédie musicale |
| 8    | Elton John        | 8      | Prix généraliste, pop, comédie musicale, rock, vidéoclip / film, musique pour les médias visuels, composition et R&B |
| 8    | Elvis Costello    | 8      | Prix généraliste, pop, rock, musique pour les médias visuels, spoken word, alternative, racines américaines et pop traditionnelle |
| 8    | Prince            | 8      | Prix généraliste, pop, R&B, rock, ingénierie d'album, vidéoclip / film, musique pour les médias visuels et production, non classique |
| 8    | Michael Jackson   | 8      | Prix généraliste, pop, R&B, rock, disco, musique pour enfants, vidéoclip / film et production, non classique |
| 8    | Souris de danger  | 8      | Prix généraliste, pop, R&B, rock, rap, alternatif, vidéoclip / film et production, non classique |
| 8    | Herbie Hancock    | 8      | Prix généraliste, pop, R&B, rock, jazz, vidéoclip / film, musique pour les médias visuels et composition |
| 8    | Lionel Richie     | 8      | Prix généraliste, pop, R&B, musique pour les médias visuels, danse, arrangement, musique gospel / chrétienne contemporaine et production, non classique                                                                                                |
| 8    | Justin Timberlake | 8      | Prix généraliste, pop, R&B, country, rap, musique pour les médias visuels, danse et vidéoclip / film |
| 8    | Stevie Wonder     | 8      | Prix généraliste, pop, R&B, arrangement, composition, musique pour les médias visuels, vidéoclip / film et production, non classique |
| 8    | Linda Rondstadt   | 8      | Prix généraliste, pop, rock, country, racines américaines, musique pour enfants, musique latine et vidéoclip / film |
| 8    | Beyoncé           | 8      | Prix généraliste, pop, R&B, rock, rap, musique pour les médias visuels, son surround et vidéoclip / film |
| 8    | Pharrell Williams | 8      | Prix généraliste, pop, R&B, danse, rap, musique pour les médias visuels, vidéoclip / film et production, non classique |

### Artistes nommés pour les quatre prix généralistes lors d'une même soirée
Seuls douze artistes ont été nommés pour les quatre prix généralistes lors d'une même soirée. Lizzo, à 31 ans, a été la personne la plus âgée à avoir été nommée pour les quatre prix en une soirée ; la plus jeune était Billie Eilish à 17 ans. Les deux artistes ont été nommées en 2020, ce qui fait de cette année la première fois que deux artistes sont nommées pour les quatre prix en une soirée. En 1968, Bobbie Gentry est devenue la première artiste et la première artiste féminine à être nommée pour les quatre prix, suivie par Christopher Cross en 1981 et Fun. en 2013, qui sont respectivement devenus le premier artiste masculin et le premier groupe à être nommé.
| Année | Artiste           |
| ----- | ----------------- |
| 1968  | Bobbie Gentry     |
| 1981  | Christopher Cross |
| 1985  | Cyndi Lauper      |
| 1989  | Tracy Chapman     |
| 1991  | Mariah Carey      |
| 1998  | Paula Cole        |
| 2002  | India.Arie        |
| 2008  | Amy Winehouse     |
| 2013  | Fun.              |
| 2015  | Sam Smith         |
| 2020  | Billie Eilish     |
| 2020  | Lizzo             |

### Nommés les plus jeunes
Leah Peasall des Peasall Sisters est la plus jeune nommée (et lauréate) des Grammy Awards en tant qu' artiste crédité sur la bande originale de O Brother en 2002. DeLeon Richards est le plus jeune interprète à avoir reçu une nomination individuelle, pour la meilleure prestation Soul / Gospel.
| Rang | Âge               | Artiste                 |
| ---- | ----------------- | ----------------------- |
| 1    | 8 ans             | Leah Peasall            |
| 2    | 8 ans, 161 jours  | DeLeon Richards         |
| 3    | 8 ans, 322 jours  | Blue Ivy Carter         |
| 4    | 10 ans            | Stephen Marley          |
| 5    | 11 ans            | Hannah Peasall          |
| 6    | 12 ans, 126 jours | Zac Hanson              |
| 7    | 12 ans, 155 jours | Joey Alexander          |
| 8    | 12 ans, 199 jours | Michael Jackson         |
| 9    | 12 ans, 234 jours | Kelvin Grant            |
| 10   | 12 ans, 273 jours | Billy Gilman            |
| 11   | 14 ans, 45 jours  | Chris "Daddy Mac" Smith |
| 12   | 14 ans, 140 jours | Marie Osmond            |
| 13   | 14 ans, 182 jours | LeAnn Rimes             |
| 14   | 14 ans            | Sarah Peasall           |
| 15   | 14 ans, 197 jours | Chris "Mac Daddy" Kelly |
| 16   | 14 ans, 313 jours | Luis Miguel             |
| 17   | 14 ans, 348 jours | Taylor Hanson           |

## Voir également
- Liste des personnes ayant obtenu un Emmy, un Grammy, un Oscar et un Tony